# Gramàtica russa
La gramàtica russa comprèn:
- Una morfologia altament sintètica
- Una sintaxi per al llenguatge literari que és la fusió de tres elements:
  - L'herència de l'eslau eclesiàstic
  - L'estil europeu occidental
  - Una base vernacla

La llengua russa ha conservat l'estructura sintètica-inflexional de l'indoeuropeu però amb grans canvis. La llengua escrita ha influenciat en la parlada, però aquesta manté formes característiques. Els dialectes mostren diferents trets gramaticals que no són estàndards, alguns d'ells arcaismes de formes antigues rebutjades per la norma literària.

## Morfologia

### Nominal

#### Substantius
La declinació nominal està subjecta a sis casos (nominatiu, genitiu, datiu, acusatiu, instrumental i locatiu [o preposicional]), en dos nombres (singular i plural), que obeeixen sempre a un gènere gramatical (masculí, femení i neutre). Es conserva una forma vocativa per a paraules i noms de procedència religiosa, com per exemple Боже /boʒə/ "Déu". Els adjectius, pronoms i els dos primers nombres cardinals varien de gènere. El rus antic tenia un tercer nombre, el dual, però s'ha perdut tret del seu ús en els casos nominatiu i acusatiu pels nombres dos, tres i quatre (два стула /dva stula/, "dues cadires", recategoritzat avui com un genitiu singular).
En rus hi ha tres tipus de declinació. La primera s'empra per als substantius masculins i neutres. La segona declinació per a la major part dels substantius femenins i la tercera s'empra amb els substantius femenins acabats en ь i els neutres acabats en мя.
Primera declinació - Substantius masculins
Els substantius que acaben en consonant se senyalen en la següent taula amb -0-.
|               | Singular | Singular | Singular | Singular |  | Plural | Plural | Plural | Plural |
| Nominatiu     | -0-      | -ь       | -й       | -ий      |  | -ы¹    | -и     | -и     | -ии    |
| Genitiu       | -а       | -я       | -я       | -ия      |  | -ов²   | -ей    | -ев3   | -иев   |
| Datiu         | -у       | -ю       | -ю       | -ию      |  | -ам    | -ям    | -ям    | -иям   |
| Acusatiu      | N o G    | N o G    | N o G    | N o G    |  | N o G  | N o G  | N o G  | N o G  |
| Instrumental  | -ом      | -ем3     | -ем3     | -ием     |  | -ами   | -ями   | -ями   | -иями  |
| Preposicional | -е       | -е       | -е       | -ии      |  | -ах    | -ях    | -ях    | -иях   |

Notes:
- El cas acusatiu per a substantius animats és idèntic al genitiu; per als substantius inanimats és idèntic al nominatiu.
- (1) Darrere d'una consonant sibilant (ж, ч, ш, or щ) o velar (<г, к, o х>), s'escriu <и>.
- (2) Darrere d'una sibilant, s'escriu <ей>.
- (3) Darrere d'una consonant feble, s'escriu <ё> si és tònica; <е> si és àtona.

Primera declinació - Substantius neutres
|               | Singular | Singular |  | Plural | Plural   |
| Nominatiu     | -о¹      | -е²      |  | -а     | -я       |
| Genitiu       | -а       | -я       |  | -0-    | -й / -ь4 |
| Datiu         | -у       | -ю       |  | -ам    | -ям      |
| Acusatiu      | -о¹      | -е²      |  | N o G  | N o G    |
| Instrumental  | -ом¹     | -ем²     |  | -ами   | -ями     |
| Preposicional | -е       | -е3      |  | -ах    | -ях      |

- (1) Darrere d'una sibilant s'escriu <о> si és tònica; <е> si és àtona.
- (2) Darrere d'una consonant feble, s'escriu <ё> si és tònica; <е> si és àtona.
- (3) Darrere substantius el nominatiu singular dels quals acaba en <ие>, s'escriu <и>.
- (4) Després d'una consonant s'empra ь, en un altre cas й.

Segona declinació - (principalment) Substantius femenins
|               | Singular | Singular | Singular |  | Plural | Plural | Plural |
| Nominatiu     | -а       | -я       | -ия      |  | -ы     | -и     | -ии    |
| Genitiu       | -ы       | -и       | -ии      |  | -0-    | -ь     | -ий    |
| Datiu         | -е       | -е       | -ии      |  | -ам    | -ям    | -иям   |
| Acusatiu      | -у       | -ю       | -ию      |  | N o G  | N o G  | N o G  |
| Instrumental  | -ой      | -ей      | -ией     |  | -ами   | -ями   | -иями  |
| Preposicional | -е       | -е       | -ии      |  | -ах    | -ях    | -иях   |

- (1) Darrere d'una consonant sibilant o velar (<г, к, o х>), s'escriu <и>.
- (2) Darrere d'una sibilant s'escriu <о> si és tònica; <е> si és àtona.
- (3) Darrere d'una consonant feble s'escriu <ё> si és tònica; <е> si és àtona.
- A l'acusatiu plural hi ha una diferència entre substantius animats (=genitiu) i inanimats (=nominatiu).

Tercera declinació
|               | Singular | Singular |  | Plural | Plural  |
|               | Femení   | Neutre   |  | Femení | Neutre  |
| Nominatiu     | -ь       | -мя      |  | -и     | -мена   |
| Genitiu       | -и       | -мени    |  | -ей    | -мён    |
| Datiu         | -и       | -мени    |  | -ям    | -менам  |
| Acusatiu      | -ь       | -мя      |  | N o G  | -мена   |
| Instrumental  | -ью      | -менем   |  | -ями   | -менами |
| Preposicional | -и       | -мени    |  | -ях    | -менах  |

#### Articles
En la llengua russa no existeixen articles, ni determinats ni indeterminats. El sentit d'un substantiu es determina pel context en què apareix.

#### Adjectius
En rus els adjectius concorden amb els substantius que modifiquen en gènere, nombre i cas.
Declinació
|               | Singular | Singular | Singular |  | Plural |
|               | Masculí  | Femení   | Neutre   |  | Plural |
| Nominatiu     | -ый      | -ая      | -ое      |  | -ые    |
| Genitiu       | -ого     | -ой      | -ого     |  | -ых    |
| Datiu         | -ому     | -ой      | -ому     |  | -ым    |
| Acusatiu      | N o G    | -ую      | -ое      |  | N o G  |
| Instrumental  | -ым      | -ой      | -ым      |  | -ыми   |
| Preposicional | -ом      | -ой      | -ом      |  | -ых    |

- Al cas acusatiu (tret del femení singular), es diferencia entre adjectius animats (=genitiu) i inanimats (=nominatiu).
- Darrere d'una consonant sibilant o velar s'escriu <и> en comptes de <ы>.
- Quan els adjectius masculins acaben en <-ой>, aquesta s'accentua.

El rus diferencia els adjectius d'arrel dura (com a dalt) i feble. És important:
- Els adjectius masculins el nominatiu dels quals acaba en <-ий> i els neutres en <-ее> es declinen: <-его, -ему, -ым, -им>.
- Els adjectius femenins en <-яя> es declinen <-ей> i <-юю>.
- Els adjectius plurals en <-ие> es declinen <-их, -им, -ими, -их>.

#### Nombres
0 ноль
1 один (m), одна (f), одно (n)
2 два две
3 три
4 четыре
5 пять
6 шесть
7 семь
8 восемь
9 девять
10 десять

#### Verbs
La conjugació verbal s'estructura amb tres persones en dos nombres i tres temps simples (present, futur i passat) amb formes perifràstiques pel futur i subjuntiu, així com formes imperatives i participis de present i passat distingits per l'ús adjectiu o adverbial. Existeixen dues veus: la veu activa i la passiva, que es construeix mitjançant l'afegiment d'un sufix reflexiu (-ся/-сь) a la forma activa. Un tret interessant és que el temps passat es construeix per concordar en gènere amb el subjecte, ja que és el participi d'un temps perfet originalment perifràstic format amb el present de быть /b1t'/ "ésser", que en l'actualitat s'omet tret per un estrany efecte arcaic, normalment en frases fetes (откудá есть пошлá русская земля - "d'on és vinguda la terra russa")
Es considera que la inflexió verbal és notablement més simple en l'actualitat que en el rus antic. Els antics temps aorist, pretèrit imperfet i plusquamperfet s'han perdut, tot i que l'aorist apareix esporàdicament a la literatura seglar fins i tot a la segona meitat del segle xviii i sobreviu en una estranya forma de narració directa (а он пойди да скажи), recategoritzada com un ús de l'imperatiu. La pèrdua de tres dels antics sis temps s'ha atenuat amb el desenvolupament de l'aspecte verbal com en altres llengües eslaves. La major part dels verbs venen en parelles, una de connotació imperfecta i l'altra perfecta o completa, normalment formada per un prefix proposicional, tot i que de vegades per una altra arrel.
El present del verb быть /byt'/ "ésser" s'utilitza avui dia només en la tercera persona del singular, sovint per totes les persones i nombres i molt formalment en tercera persona del plural. Fins al segle xix la conjugació completa que avui només s'empra per a un efecte extrem era gairebé natural: es donen formes del mateix en la Bíblia Sinodal, a Dostoievski i en les bylines (былины) o narracions èpiques populars de tradició oral que foren transcrites en aquella època. El paradigma és el millor exemple de l'afinitat indoeuropea del rus.
Una característica peculiar de la llengua russa és l'existència d'un sistema de parelles de verbs que són traduïts en llengües no eslaves com un únic verb. La majoria de les parelles es componen d'un verb perfectiu i un altre imperfectiu, així:
- català escriure - rus писáть (imperfectiu) / написáть (perfectiu)
- català comprar - rus покупáть (imperfectiu) / купить (perfectiu)

Els verbs imperfectius expressen l'acció indicada pel verb en les ocasions en què s'ha produït una repetició o un "allargament" de l'acció (com una acció que estava desenvolupant-se en el moment en què l'altra es produeix puntualment). Per una altra banda, els verbs perfectius s'empren quan una acció ha ocorregut una sola vegada, o de forma puntual o quan existeix una determinació expressa en l'enunciat. Alguns autors senyalen la possibilitat que els verbs perfectius s'emprin quan l'objecte directe és determinat i el verb imperfectiu en cas contrari:
- Я покупáл(a) книги - "Jo (dona) comprava llibres" = rutina, costum, fet habitual
- Я купил книгу - "Jo vaig comprar / he comprat el llibre" (es fa l'acció solament un cop, un punt en el temps)

Els verbs imperfectius tenen un present, un passat, un futur compost i un condicional, mentre que els verbs perfectius es poden conjugar en passat, futur simple i en condicional. Comparant els futurs:
- бyдy покупáть книги = Jo vaig a comprar els llibres
- Kуплю книги = Jo compraré els llibres

Els pronoms es poden ometre en el present i en el futur, ja que els mateixos verbs determinen qui fa l'acció. Igual que en català, es recomana emprar el pronom en les conjugacions de tercera persona per solucionar alguna ambigüitat. És obligatori, però, posar el pronom en el passat i en el condicional, car aquests es conjuguen mitjançant el gènere i nombre del pronom i no pel pronom en si (-л pels pronoms singulars masculins, -лa pels femenins, -лo pels neutres i -ли pels plurals).

#### Pronoms

##### Pronoms personals
|               | Singular  | Singular    | Singular | Singular | Singular | Plural | Plural | Plural |
| 1ª            | 2ª        | 3ª          | 3ª       | 3ª       | 1ª       | 2ª     | 3ª     |        |
| 1ª            | 2ª        | Masc.       | Fem.     | Neut.    | 1ª       | 2ª     | 3ª     |        |
| ------------- | --------- | ----------- | -------- | -------- | -------- | ------ | ------ | ------ |
| Nominatiu     | я         | ты          | он       | она      | оно      | мы     | вы     | они    |
| Genitiu       | меня      | тебя        | его      | её       | его      | нас    | вас    | их     |
| Datiu         | мне       | тебе        | ему      | ей       | ему      | нам    | вам    | им     |
| Acusatiu      | меня      | тебя        | его      | её       | его      | нас    | вас    | их     |
| Instrumental  | мной/мною | тобой/тобою | им       | ей/ею    | им       | нами   | вами   | ими    |
| Preposicional | обо мне   | о тебе      | о нём    | о ней    | о нём    | о нас  | о вас  | о них  |

##### Pronoms demostratius
- этот i тот

|               | masculí | neutre  | femení    | plural  |  | masculí | neutre | femení  | plural |
| ------------- | ------- | ------- | --------- | ------- |  | ------- | ------ | ------- | ------ |
| Nominatiu     | этот    | это     | эта       | эти     |  | тот     | то     | та      | те     |
| Genitiu       | этого   | этого   | этой      | этих    |  | того    | того   | той     | тех    |
| Datiu         | этому   | этому   | этой      | этим    |  | тому    | тому   | той     | тем    |
| Acusatiu      | N o G   | это     | эту       | N o G   |  | N o G   | то     | ту      | N o G  |
| Instrumental  | этим    | этим    | этой/этою | этими   |  | тем     | тем    | той/тою | теми   |
| Preposicional | об этом | об этом | об этой   | об этих |  | о том   | о том  | о той   | о тех  |

##### Pronoms possessius
- мой i твой

|               | masculí | neutre | femení | plural |  | masculí | neutre  | femení  | plural  |
| ------------- | ------- | ------ | ------ | ------ |  | ------- | ------- | ------- | ------- |
| Nominatiu     | мой     | моё    | моя    | мои    |  | твой    | твоё    | твоя    | твои    |
| Genitiu       | моего   | моего  | моей   | моих   |  | твоего  | твоего  | твоей   | твоих   |
| Datiu         | моему   | моему  | моей   | моим   |  | твоему  | твоему  | твоей   | твоим   |
| Acusatiu      | N o G   | моё    | мою    | N o G  |  | N o G   | твоё    | твою    | N o G   |
| Instrumental  | моим    | моим   | моей   | моими  |  | твоим   | твоим   | твоей   | твоими  |
| Preposicional | о моём  | о моём | о моей | о моих |  | о твоём | о твоём | о твоей | о твоих |

- наш i ваш

|               | masculí | neutre  | femení  | plural  |  | masculí | neutre  | femení  | plural  |
| ------------- | ------- | ------- | ------- | ------- |  | ------- | ------- | ------- | ------- |
| Nominatiu     | наш     | наше    | наша    | наши    |  | ваш     | ваше    | ваша    | ваши    |
| Genitiu       | нашего  | нашего  | нашей   | наших   |  | вашего  | вашего  | вашей   | ваших   |
| Datiu         | нашему  | нашему  | нашей   | нашим   |  | вашему  | вашему  | вашей   | вашим   |
| Acusatiu      | N o G   | наше    | нашу    | N o G   |  | N o G   | ваше    | вашу    | N o G   |
| Instrumental  | нашим   | нашим   | нашей   | нашими  |  | вашим   | вашим   | вашей   | вашими  |
| Preposicional | о нашем | о нашем | о нашей | о наших |  | о вашем | о вашем | о вашей | о ваших |

- его, её i их són indeclinables.

##### Pronoms interrogatius
- кто i что

|               | кто   | что   |
| ------------- | ----- | ----- |
| Nominatiu     | кто   | что   |
| Genitiu       | кого  | чего  |
| Datiu         | кому  | чему  |
| Acusatiu      | кого  | что   |
| Instrumental  | кем   | чем   |
| Preposicional | о ком | о чём |

- чей

|               | masculí | neutre | femení | plural |
| ------------- | ------- | ------ | ------ | ------ |
| Nominatiu     | чей     | чьё    | чья    | чьи    |
| Genitiu       | чьего   | чьего  | чьей   | чьих   |
| Datiu         | чьему   | чьему  | чьей   | чьим   |
| Accusatiu     | N o G   | чьё    | чью    | N o G  |
| Instrumental  | чьим    | чьим   | чьей   | чьими  |
| Preposicional | о чьём  | о чьём | о чьей | о чьих |

### Sintaxi
L'ordre bàsic de les paraules tant en la conversa com en el llenguatge escrit és: subjecte-verb-objecte. Tanmateix, ja que les relacions estan marcades per la inflexió, existeix un gran marge de maniobra per alterar aquest ordre i es permet l'ús de totes les permutacions. La partícula a la que es vol donar més èmfasi sol anar primer i existeix un èmfasi menor a l'última.

#### Negació
El rus permet l'ús de múltiples negatius, com en català o altres llengües llatines. Per exemple, a la frase: никто никогда никому ничего не прощает = Mai ningú perdona res a cap altre (literalment: ningú mai a cap altre res no perdona).

#### Coordinació
Les conjuncions coordinatvies són:
- и = i, complementària
- a = i, oposició, significa gairebé "però"
- но = però
- ибо = per

La distinció entre и i a és important. И implica una enunciació complementària que no s'oposa a l'anterior. A implica una enunciació subsegüent que s'oposa a l'anterior, però de mode més feble que но (però).
Per exemple:
- Я студент, а она преподавательница = Jo sóc estudiant, i/però ella és mestre (donant importància en la diferència entre les dues oracions)
- Я студент, и она преподавательница = Jo sóc estudiant i ella és mestre (simplement informa l'ocupació dels dos, sense donar més importància a una oració que a l'altra)

#### Subordinació
Conjuncions subordinades, adverbis o frases adverbials:
- eсли = si
- потому что / так же как = perquè (causal)
- чтoбы = perquè (final)
- пoсле тогo, как = després de
- хотя = tot i que, malgrat que